# 広沢町
広沢町（ひろさわちょう）は、群馬県桐生市の町名である。一丁目から七丁目が設置されている。郵便番号は376-0013。

## 概要
桐生市の南部に位置する。旧広沢村から現在の広沢町間ノ島の一部を除いた地区にあたり、広沢町一・二・三丁目は桐生市第十二区に、広沢町四・五・六・七丁目は広沢町間ノ島とともに桐生市第十三区に属する。
北部から東北部にかけては渡良瀬川を境として三吉町・小梅町・境野町・栃木県足利市小俣町に、南部は八王子丘陵を挟んで太田市吉沢町・北金井町・菅塩町・西長岡町・藪塚町に、西部はみどり市笠懸町阿左美に、西北部は相生町・桜木町にそれぞれ接する。
二丁目には、東武鉄道の新桐生駅があり、新桐生駅と旧市街地を結ぶ群馬県道68号桐生伊勢崎線に沿って新市街地が形成されている。
三丁目の茶臼山は、八王子丘陵（広沢丘陵）で最も高い山であり、各放送局の桐生中継局が設置されている。五丁目には、丘陵地を利用して建設された桐生市斎場や桐生市南公園がある。六丁目には、中世の豪族の屋敷構えを残す彦部家住宅や、御篝神事で知られる賀茂神社がある。
広沢町の大部分は桐生市第十三区に属し、桐生市立広沢中学校の学校区であるが、桐生市第十二区に属する広沢町の西部は、桜木町・相生町の東部とともに、桐生市立桜木中学校の学校区となっている。

## 歴史
かつての山田郡広沢村にあたる。1937年（昭和12年）4月1日に広沢村が桐生市に編入したことで、新たに「広沢町」となった。

## 世帯数と人口
2022年（令和4年）2月28日現在の世帯数と人口は以下の通りである。
| 丁目         | 世帯数    | 人口     |
| ------------ | --------- | -------- |
| 広沢町一丁目 | 907世帯   | 1,814人  |
| 広沢町二丁目 | 1,430世帯 | 3,041人  |
| 広沢町三丁目 | 1,116世帯 | 2,479人  |
| 広沢町四丁目 | 889世帯   | 2,031人  |
| 広沢町五丁目 | 1,123世帯 | 2,698人  |
| 広沢町六丁目 | 1,281世帯 | 2,387人  |
| 広沢町七丁目 | 205世帯   | 431人    |
| 計           | 6,951世帯 | 14,881人 |

## 小・中学校の学区
市立小・中学校に通う場合、学区は以下の通りとなる。
| 丁目         | 番地   | 小学校             | 中学校             |
| ------------ | ------ | ------------------ | ------------------ |
| 広沢町一丁目 | 一部   | 桐生市立桜木小学校 | 桐生市立桜木中学校 |
| 広沢町一丁目 | その他 | 桐生市立神明小学校 | 桐生市立桜木中学校 |
| 広沢町二丁目 | 一部   | 桐生市立桜木小学校 | 桐生市立桜木中学校 |
| 広沢町二丁目 | その他 | 桐生市立神明小学校 | 桐生市立桜木中学校 |
| 広沢町三丁目 | 一部   | 桐生市立広沢小学校 | 桐生市立広沢中学校 |
| 広沢町三丁目 | その他 | 桐生市立神明小学校 | 桐生市立桜木中学校 |
| 広沢町四丁目 | 全域   | 桐生市立広沢小学校 | 桐生市立広沢中学校 |
| 広沢町五丁目 | 全域   | 桐生市立広沢小学校 | 桐生市立広沢中学校 |
| 広沢町六丁目 | 全域   | 桐生市立広沢小学校 | 桐生市立広沢中学校 |
| 広沢町七丁目 | 全域   | 桐生市立広沢小学校 | 桐生市立広沢中学校 |

## 交通

### 鉄道
東武桐生線が大間々町の赤城方面と大泉町の東小泉方面を結んでおり、特急「りょうもう」が停車する新桐生駅は東武鉄道における桐生市の代表駅となっている。

### 道路
国道50号の桐生バイパス、国道122号、国道353号が通じており、市道中通り線と中通り大橋によって国道と旧市街地が結ばれている。
国道122号は広沢町四丁目から太田市只上町まで国道50号と、広沢町四丁目からみどり市大間々町まで国道353号とそれぞれ重複している。

## 施設
- 桐生市立神明小学校
- 桐生市立桜木中学校
- 新桐生駅前郵便局
- 群馬銀行 新桐生支店
- 南公園
- 桐生市斎場
- 桐生水質浄化センター